# Edmundo Sanders
Edmundo Sanders (1924 - Buenos Aires, 11 de junio de 1991) fue un locutor de radio y televisión argentino, que también actuó en el cine. Dueño de una voz grave y con marcado acento británico, Sanders fue un propagador de la "Alta cultura" en los medios de difusión masivos.[cita requerida]

## Biografía
En su juventud vivió en Inglaterra, donde fue director de los servicios de ultramar de la BBC de Londres para América Latina y vocero del London's Festival Ballet y Martha Flowers. Su dominio del inglés era perfecto e hizo la locución de muchos documentales durante su permanencia en Europa.
También fue director artístico de Canal 7 de Buenos Aires, en 1968, durante la dictadura de Juan Carlos Ongania. En televisión se recuerdan sus ciclos especiales de conciertos y documentales, entre los primeros, condujo los que tuvieron como protagonistas a Victoria de los Ángeles, el Coro de Niños de Leipzig, Ruggiero Ricci o Christian Ferrás, en tanto entre los documentales su éxito más recordado es la serie "Mundo en guerra", emitida por el propio canal 7. En radio, fue una de las voces principales de la naciente Radio Municipal y también se recuerdan "Argentina económica", junto a Humberto Biondi por Radio El Mundo (1973), "La tarde del ilusionista", por Radio Splendid FM en los años '80 y "Elecciones '89" por Radio Del Plata, en vísperas de las elecciones presidenciales argentinas de 1989. Asimismo, en esos años fue la voz institucional de Radio Argentina. También incursionó en la locución publicitaria, recordándose la campaña radial del Banco de Boston, y las televisivas de "Rambler Classic Cross Country", "Coupé Chevy Serie 2" y "Cocinas Domec".  Durante el corto período en que tropas argentinas ocuparon las islas Malvinas, Sanders tuvo a su cargo junto a María Larreta el noticiero "60 Minutos" que con dos horas diarias de duración se transmitió desde el 12 de abril de 1982 por LU 78 Televisora color de las Islas Malvinas.
Sanders falleció en Buenos Aires, como consecuencia de un cáncer de garganta.

## Filmografía
- Extraña invasión  (1965)
- Disloque en el presidio  (1965) Voz en off
- Una jaula no tiene secretos (1962)
- Operación "G" (1962) …Oficial
- Comahue (no estrenada comercialmente - 1963) …Locución.

## Televisión
- 1963: Club femenino. Por Canal 7.

## Radio
- 1973: Argentina económica, por Radio El Mundo.
- 1984: Locución institucional de Radio Argentina.
- 1985: La tarde del ilusionista, por Radio Splendid FM.
- 1989: Elecciones '89, por Radio Del Plata.